# 阿韦朗什堡
阿韦朗什堡是葡萄牙布拉干萨区的一个堂区。总面积13.87平方公里，总人口483人，人口密度34.8人/平方公里。